# Лентинелл
Лентинелл, пилолистничок (Lentinellus) — рід грибів родини Auriscalpiaceae. Назва вперше опублікована 1879 року.

## Поширення та середовище існування
В Україні зростають:
- Lentinellus castoreus
- Lentinellus cochleatus - лентинелл черепашковидний
- Lentinellus micheneri
- Lentinellus vulpinus

## Практичне використання
Серед видів є їстівні види, такі як лентинелл черепашковидний (Lentinellus cochleatus), їстівний гриб 4 категорії, що вживається в молодому віці після 20-ти хвилинного відварювання, вареним, смаженим.

## Гелерея

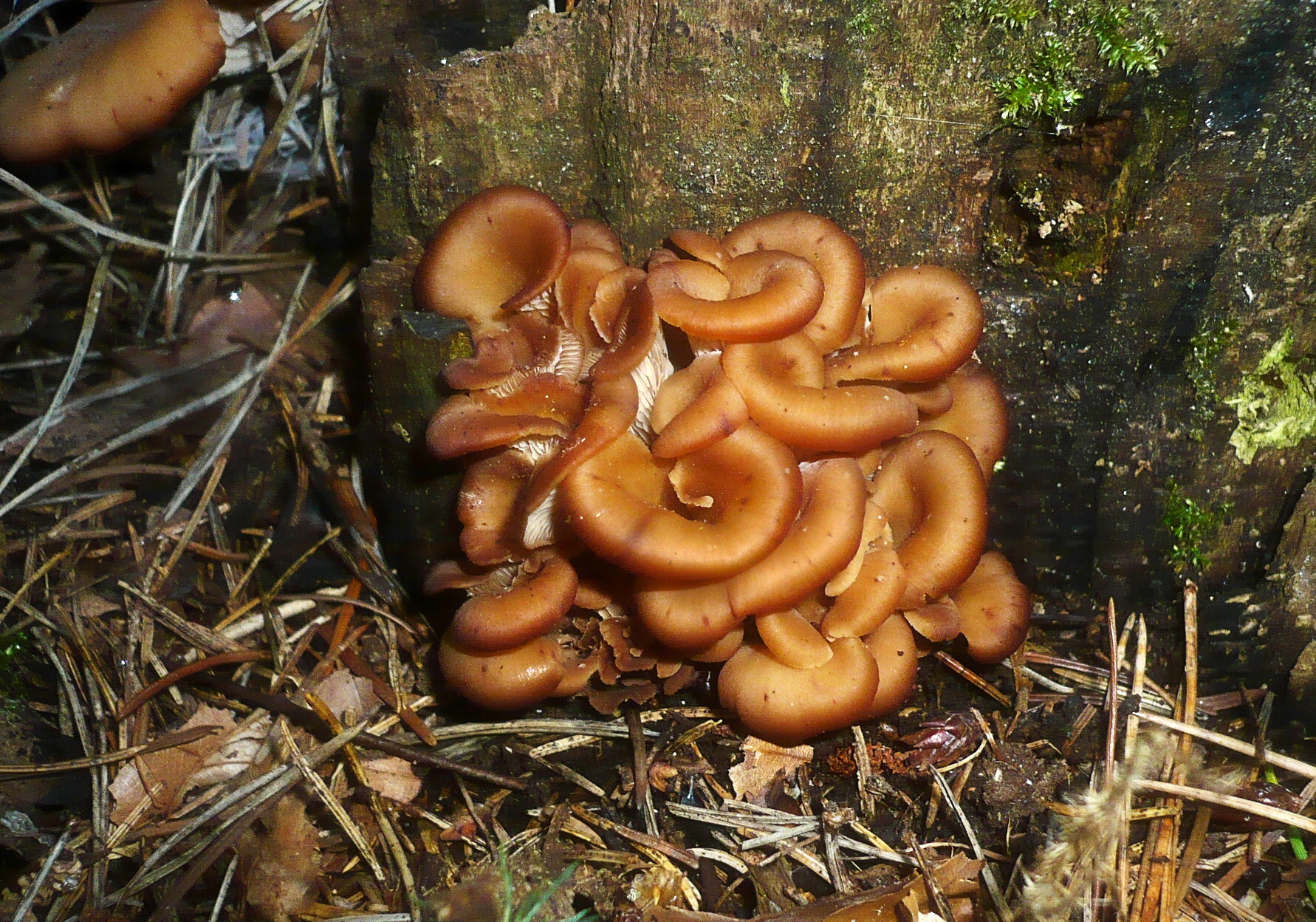
Lentinellus cochleatus
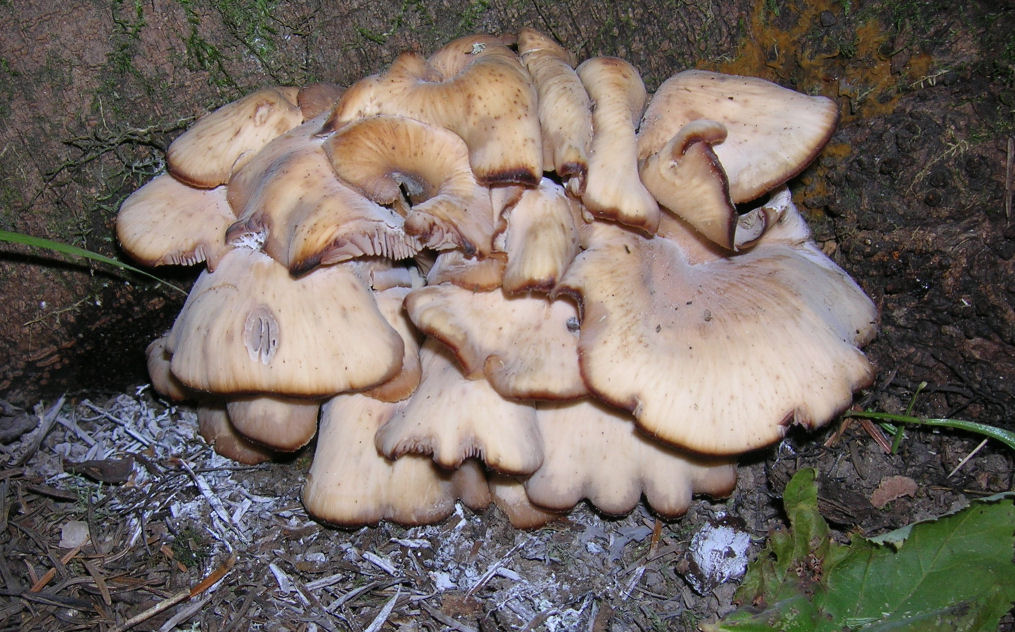
Lentinellus vulpinus
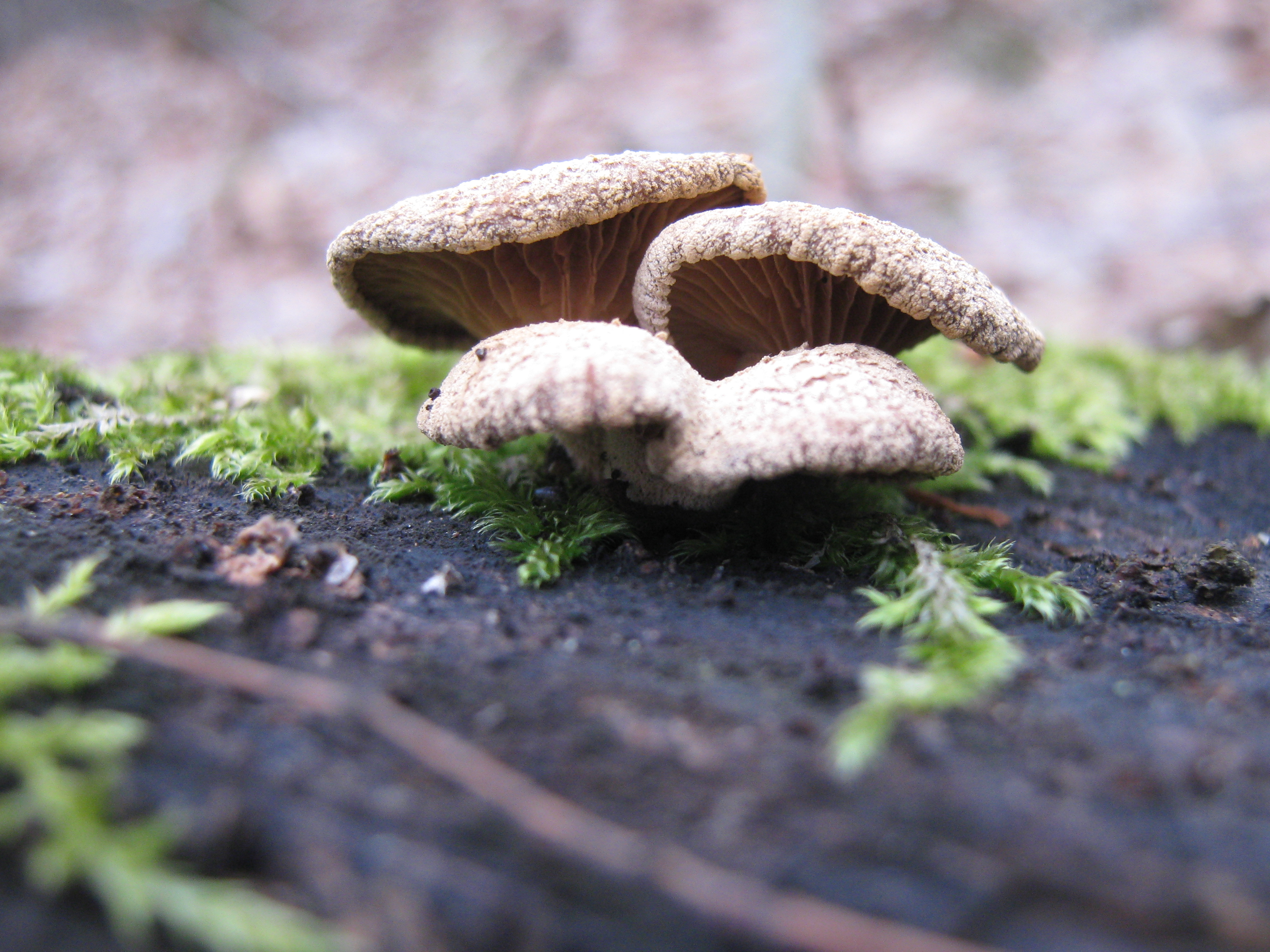
Lentinellus ursinus